# Богосав Перић
Богосав Перић (Панчево, 4. мај 1947) бивши је југословенски и српски рукометаш.

## Играчка каријера
Прво је играо за ОРК Панчево. Након тога је наступао за Динамо Панчево. Успешно је играо на више места у тиму. За Динамо је играо чак 17 година. Рекордер је панчевачког Динама са 714 одиграних утакмица и 2448 постигнутих голова.
Као репрезентативац Југославије освајач је бронзане медаље на Светском првенству у Источној Немачкој 1974. године.
Са великим успехом је тренирао двадесетак тимова у Југославији и Италији. Био је члан селекторске комисије женске репрезентације Југославије и селектор женске репрезентације Туниса.
Његов син је познати српски рукометаш и тренер Дејан Перић, који је играо успешно за репрезентацију на позицији голмана.

## Успеси
Југославија
- медаље
- бронза Светско првенство 1974. Источна Немачка.